# 盤面の無い音楽達
「盤面の無い音楽達」（ばんめんのないおんがくたち）は、nothingmanの2枚目の配信限定シングル。

## 概要
- 2012年9月1日よりnohingmanの公式サイト上で無料でダウンロード可能。
- 発表時は、初回限定盤と称して、wmv形式でのダウンロードが可能であったが、2013年4月現在は期間が過ぎたため、mp3形式のみでのダウンロードとなる。
- スローモーションに続き2枚目の無料ダウンロードシングル。

## 収録曲
1. あと少し
  - PVが制作されている[1]。
  - 歌詞中に出てくる「この街」とは、名古屋市のことを指している。
2. higher
3. 幸せの順番

## 盤面の無い音楽達(会場限定シングル)
「盤面の無い音楽達」（ばんめんのないおんがくたち）は、nothingmanの2枚目のシングル。

## 概要
- 元々は配信限定だったが、CD化の要望もあり、会場限定での販売をした。
- 盤面にはnothingman3人のサインが書かれている。

## 収録曲
1. あと少し
2. higher
3. 幸せの順番
4. nothingman×柴山社長 対談
  - ONE BY ONE RECORDSの柴山社長との対談が収録されている。時間は約46分。